# Robert Stigwood
Robert Stigwood (né le 16 avril 1934 à Adélaïde (Australie) et mort le 4 janvier 2016) est un producteur de cinéma et musique australien, fondateur des labels Reaction Records et RSO Records.

## Filmographie
Cinéma
- 1973 : Jesus Christ Superstar
- 1975 : Tommy
- 1976 : Bugsy Malone
- 1977 : La Fièvre du samedi soir (Saturday Night Fever)
- 1978 : Grease
- 1978 : Sgt. Pepper's Lonely Hearts Club Band
- 1978 : Le Temps d'une romance
- 1980 : Times Square
- 1981 : Fanatique (The Fan)
- 1981 : Gallipoli
- 1982 : Grease 2
- 1983 : Staying Alive
- 1996 : Evita

Télévision
- 1962 : Traitor's Gate
- 1970 : Cucumber Castle
- 1974 : The Virginia Hill Story
- 1979 : The Music for UNICEF Concert: A Gift of Song